# David Johannesson
David Rickard Johannesson, född 28 november 1986 i Åmål, är en svensk fotbollsspelare som spelar för IF Karlstad.

## Karriär
Johannessons moderklubb är IF Viken. 2012 var han med och förde upp IFK Åmål i division 2. Han gjorde under den säsongen 28 mål samt sju assist på 22 matcher.
I december 2012 skrev han på för Ljungskile SK. Under sin första säsong i klubben vann han den interna skytteligan på åtta mål, trots att han bara fick spela tolv matcher från start. Den 19 maj 2014 gjorde han ett hattrick i en 5–0 seger över Ängelholms FF.
I december 2014 värvades Johannesson av Varbergs BoIS, där han skrev på för ett år.
Inför säsongen 2016 valde Johannesson bland flera anbud, men skrev slutligen på för två år med GAIS. I juli 2016 lånades Johannesson ut till Östers IF för resten av säsongen. Efter utlåningen stannade Johannesson kvar i Östers IF där han skrev på ett treårskontrakt i november 2016. Efter säsongen 2019 lämnade Johannesson klubben.
I januari 2020 värvades Johannesson av IF Karlstad.